# 世宗大王銅像
37°34′22″N 126°58′37″E / 37.572823°N 126.976878°E
世宗大王銅像（：／）在大韩民国首爾特別市光化门广场，2009年建，是朝鲜王朝第4代國王世宗的銅像。
该铜像由弘益大學教授金永元设计，高6.2公尺，寬4.3公尺，重逾20公噸。銅像附近有日晷、測雨器等物，其背後是博物馆世宗故事館出入口。

## 沿革

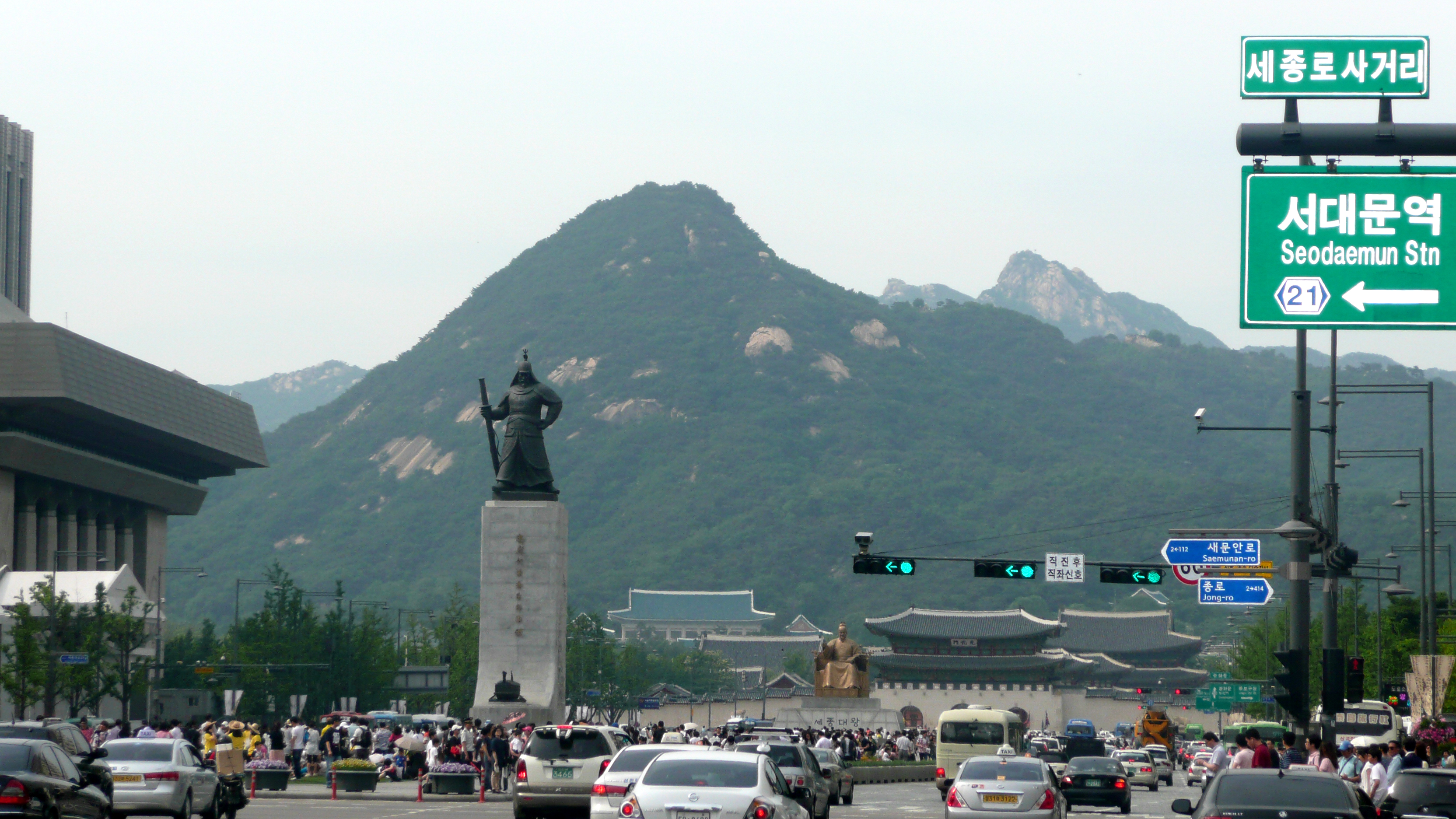
光化門廣場景觀。世宗大王銅像在忠武公李舜臣銅像與光化門間。圖左建築為世宗文化會館，中央為青瓦台

在景福宮正面大路設世宗大王像的計畫1994年即有。大路時名世宗路，原有1968年4月27日揭幕的忠武公李舜臣銅像。大韩民国政府研討為「設置符合路名之銅像」，移忠武公像至忠武路，在世宗路新設世宗像之事。但首爾特別市以「忠武公像已是世宗路象徵」反對，當時並未實現。
2006年12月，首爾特別市長吳世勳發表「光化門復原計畫」，計畫在原址再復原已於別處復原的景福宮正門光化門。併世宗路與太平路為世宗大路，闢部份區域為公園光化門廣場。
吳世勳持「各國皆有歷史象徵物」之論，留下原有忠武公像，在附近增設世宗大王銅像，建成光化門廣場，打造「國家代表廣場」，描繪韓國史上最受尊崇的世宗與李舜臣故事。
像巴黎香榭麗舍與華盛頓国家广场一樣，可感受國家身份的空間以廣場形態呈現。但韓國（先前）沒有這樣的空間。
 — 首爾特別市長吳世勳，2009年7月29日於光化門廣場
2009年2月，首爾特別市以「比起站姿，坐在王座的姿態更符合王的威嚴形象」的意見居多，發表世宗的坐像。
世宗的歷史肖像畫並無現存，銅像制作綜合參考了一萬韓圓紙幣使用的金基昶想像作畫、初代朝鮮國王太祖、21代國王英祖、26代國王及初代大韓帝國皇帝高宗、朝鮮王朝末裔李錫的面容。李錫2014年9月4日電視上表示參考的是自己與冠岳山孝寧大君像。
世宗大王銅像以近50歲容顏帶有微笑為特徵。設計成撫慰國民、溫和慈悲的姿態。
 — 製作者弘益大學教授金永元
揭幕式2009年10月9日舉行。是日是世宗頒佈《訓民正音》563週年的韓文日，總統李明博與首爾特別市長吳世勳出席揭幕式。銅像附近有日晷、測雨器等物，世宗大王業績一目瞭然。
2019年1月21日，首爾特別市為擴大光化門廣場發表「光化門廣場國際設計公募展」當選作。決定將世宗大王銅像與忠武公李舜臣銅像移至他處。但由於對設計圖的一系列批評，首爾特別市長朴元淳表示有意向將最終決定推遲至2019年末。

## 世宗故事館
世宗大王銅像地下是3200平方公里的博物馆世宗故事館。出入口在銅像背後，世宗文化會館大劇場與KT亦有入口。
世宗故事館展示世宗生涯與業績，有韓文創製過程，也有給予侍女百日產前產後休業等逸事，由6個展示空間，以及影像館等構成。
為加深外國人理解，世宗故事館展品除韓語外還有英語、漢語、日語、西班牙語解說。
此外，展示李舜臣生涯與功績的忠武公故事館2010年4月29日開館，與世宗故事館有通路相連。